# René Lombarteix
Pas d'image ? Cliquez ici

a Compétitions nationales et continentales officielles uniquement.

b Matchs officiels uniquement.
René Lombarteix, né le 22 février 1913 à Clermont-Ferrand (Puy-de-Dôme) et mort le 12 avril 1984 dans la même ville, est un joueur international français de rugby à XV, ayant évolué principalement au poste de pilier mais également en deuxième ligne et troisième ligne centre à quelques reprises.
De 1933 à 1939, il joue pour le club de l'AS Montferrand en Championnat de France. Avec ce club, il remporte notamment le Challenge Yves du Manoir en 1938. Cette même année, il connaît ses deux seules sélections en équipe de France. Durant la Seconde Guerre mondiale, il est fait prisonnier de guerre. Puis, de 1945 à 1949, il fait son retour à l'AS Montferrand
Après sa carrière de joueur, il est notamment l'entraîneur de l'équipe réserve de l'AS Montferrand.

## Biographie

### Jeunesse et début de carrière sportive à l'AS Montferrand
René Jean Marie Lombarteix, surnommé « Léon », naît le 22 février 1913 à Clermont-Ferrand dans le département français du Puy-de-Dôme,.
À partir de 1933, au mois de décembre, il fait ses débuts avec le club de rugby à XV de l'AS Montferrand contre l'AS bortoise en Championnat de France au poste de deuxième ligne,. La saison suivante, il alterne entre les postes de troisième ligne centre et de pilier, se fixant à la pile par la suite, son équipe est notamment finaliste du Challenge Yves du Manoir 1934-1935 mais il ne dispute pas la finale perdue 6 à 0 contre l'USA Perpignan.
Lors de la saison 1935-1936, en quart de finale du Championnat de France, contre l'AS Carcassonne il se fait expulser par l'arbitre et manque la demi-finale ainsi que la finale qui voit son club s'incliner 6 à 3 contre le RC Narbonne,. En mai 1936, étant sélectionné en tant que remplaçant avec l'équipe de France pour le Tournoi européen FIRA 1936, malgré les vingt-trois titulaires qui ont répondu présents, il fait tout de même le voyage clandestinement vers l'Allemagne et est finalement intégré au groupe. De ce fait, il dispute tout de même la demi-finale contre la Roumanie, qui ne compte toutefois pas pour une cape internationale car jouée avec France XV,,,. Il ne participe pas à la finale remportée par les Français contre l'Allemagne.
En fin de saison 1936-1937, l'AS Montferrand se rend une nouvelle fois en finale du Championnat de France. Cette fois-ci, Lombarteix la dispute, faisant partie des meilleurs joueurs de son équipe durant le match, mais son club perd à nouveau, 13 à 7 contre le CS Vienne,.

### Premier titre avec l'AS Montferrand et premières sélections officielles avec leXV de France
Début mars 1938, René Lombarteix remporte le Challenge Yves du Manoir en battant l'USA Perpignan 23 à 10 en finale, son premier titre avec l'AS Montferrand et le premier titre du club dans la compétition,,. Pendant la finale, où il est titulaire au poste de pilier, il se montre performant et inscrit l'un des trois essais de son équipe,,. Le mois suivant, il dispute la demi-finale du Championnat de France mais l'AS Montferrand est éliminée sur le score de 3 à 0 par le Biarritz olympique, mettant un terme à la saison des Auvergnats. À l'issue de la saison, il est retenu par l'équipe de France afin de disputer le Tournoi européen FIRA 1938, où il connaît ses deux premières, et seules, capes internationales lors des victoires contre la Roumanie et l'Allemagne qui permettent au XV de France de remporter la compétition,.
Au cours de la saison 1938-1939, l'AS Montferrand est éliminé par le RC Toulon en demi-finale du Challenge Yves du Manoir dans un match où il est titulaire et fait partie des meilleurs avants montferrandais. En fin de saison, en quart de finale du Championnat de France, le Biarritz olympique élimine une nouvelle fois son club et met un terme à la saison montferrandaise.
Il quitte le club en l'année 1939 à cause de la Seconde Guerre mondiale, où il est notamment prisonnier de guerre, tout comme son coéquipier de l'AS Montferrand Pierre Charton,. Toutefois, en février 1940, il est retenu pour préparer un match du XV de France contre la British Army mais il ne joue finalement pas ce match, bien qu'il soit prévu comme titulaire quelques jours avant, au profit de François Méret,.

### Reprise du rugby après la Seconde Guerre mondiale, entraîneur et fin de vie
Après le conflit mondial, René Lombarteix rejoue avec le club montferrandais à partir de 1945,. En janvier 1946, il est retenu avec l'équipe des comités d'Auvergne-Limousin pour une rencontre contre les comités du Lyonnais-Bourgogne à Lyon. Il dispute ses derniers matchs avec l'AS Montferrand durant l'année 1949.
En parallèle à sa carrière de joueur, il est employé chez Michelin,. En 1962, il est l'entraîneur de l'équipe réserve de l'AS Montferrand qui devient championne de France en battant 6 à 3 celle du Stade montois.
Il meurt le 12 avril 1984 à Clermont-Ferrand,.

## Statistiques

### En club
- 100 matchs joués avec l'AS Montferrand de 1933 à 1939 et de 1945 à 1949[1].
- 45 points inscrits soit 9 essais.

### En équipe nationale
René Lombarteix compte deux capes en équipe de France, dont deux en tant que titulaire, depuis le 15 mai 1938 contre la Roumanie jusqu'au 22 mai 1938 contre l'Allemagne dans le cadre du Tournoi européen FIRA.
| Année | Compétition           | Matchs | Points | Essais |
| ----- | --------------------- | ------ | ------ | ------ |
| 1938  | Trophée européen FIRA | 2      | -      | -      |
| Total | Total                 | 2      | 0      | 0      |

## Palmarès

### Joueur

#### En club
- Finaliste du Challenge Yves du Manoir en 1935[note 3] avec l'AS Montferrand.
- Finaliste du Championnat de France en 1936[note 3] et 1937 avec l'AS Montferrand.
- Vainqueur du Challenge Yves du Manoir en 1938 avec l'AS Montferrand.
- Finaliste de la Coupe de France en 1947[note 3] avec l'AS Montferrand.

#### En équipe nationale
- Vainqueur du Trophée européen FIRA en 1936[note 3] et 1938 avec l'équipe de France.

### Entraîneur
- Vainqueur du Championnat de France réserves en 1962 avec l'AS Montferrand.